# Saint-Sylvain, Seine-Maritime
Saint-Sylvain là một xã thuộc tỉnh Seine-Maritime trong vùng Normandie miền bắc nước Pháp.

### Huy hiệu
| Arms of Saint-Sylvain | The arms of Saint-Martin-Sylvain are blazoned: Azure, a chevron Or semy of trefoils between 2 lances and a man's head argent, and on a chief argent a lion between 2 hammers gules. |

## Dân số
| 1962                                            | 1968 | 1975 | 1982 | 1990 | 1999 | 2006 |
| ----------------------------------------------- | ---- | ---- | ---- | ---- | ---- | ---- |
| 188                                             | 191  | 157  | 178  | 223  | 212  | 189  |
| Starting in 1962: Population without duplicates |      |      |      |      |      |      |